# Hugh Padgham
Hugh Charles Padgham (Amersham, 15 de fevereiro de 1955) é um produtor musical britânico. Já trabalhou com XTC, Peter Gabriel, Phil Collins e The Police.